# Chiesa di San Nicola da Tolentino (Palermo)

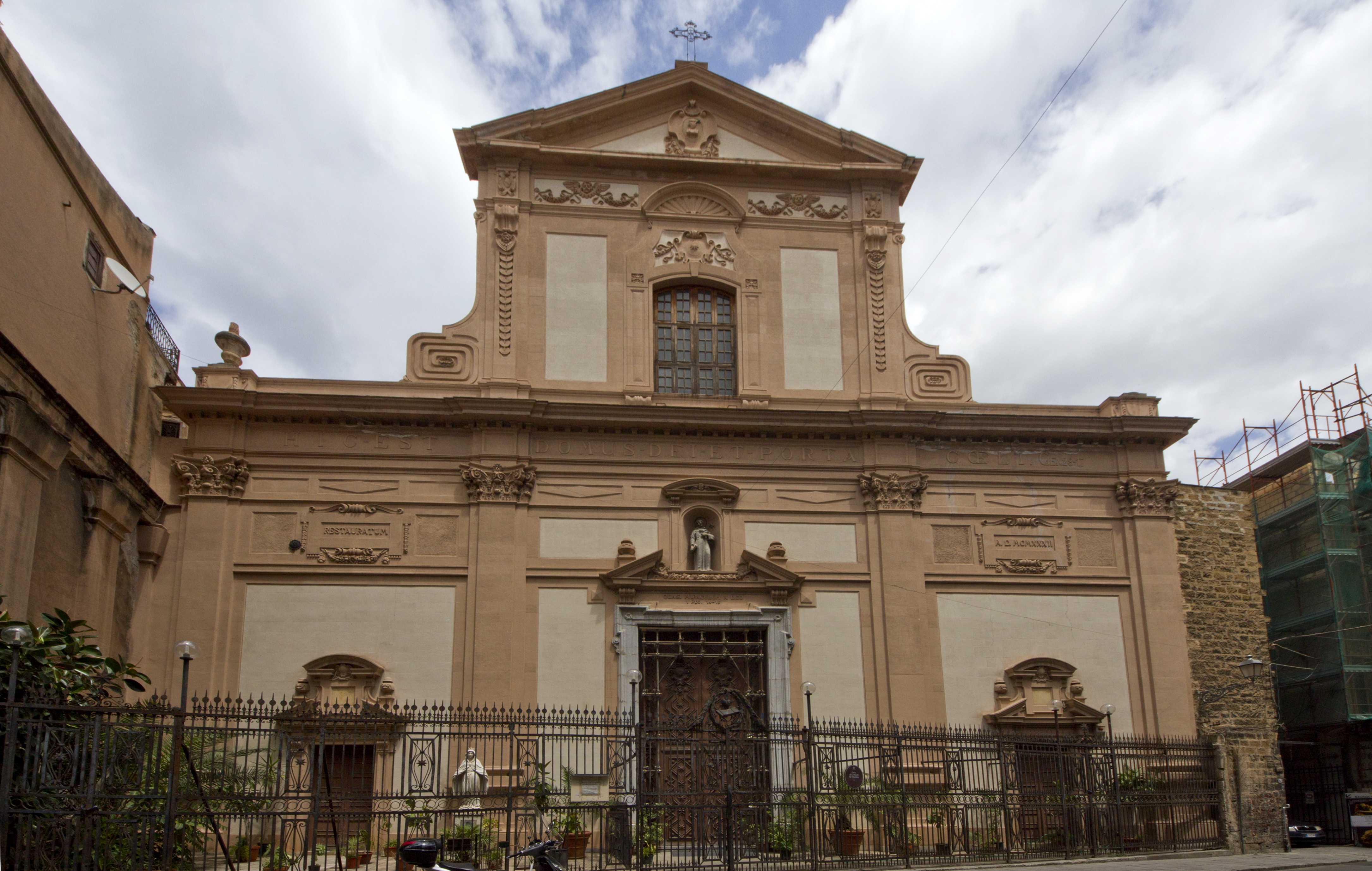
Facciata.

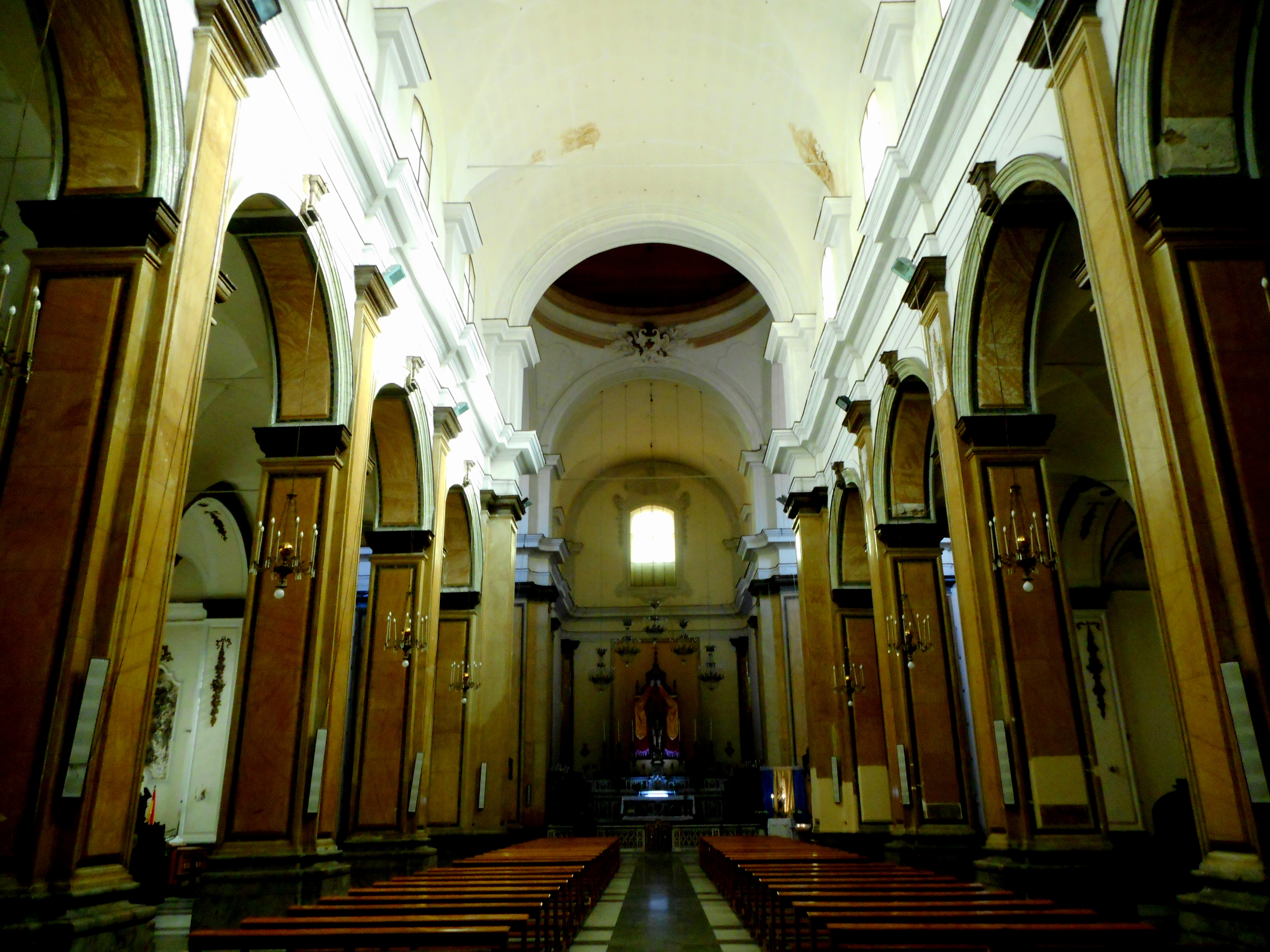
Interno.

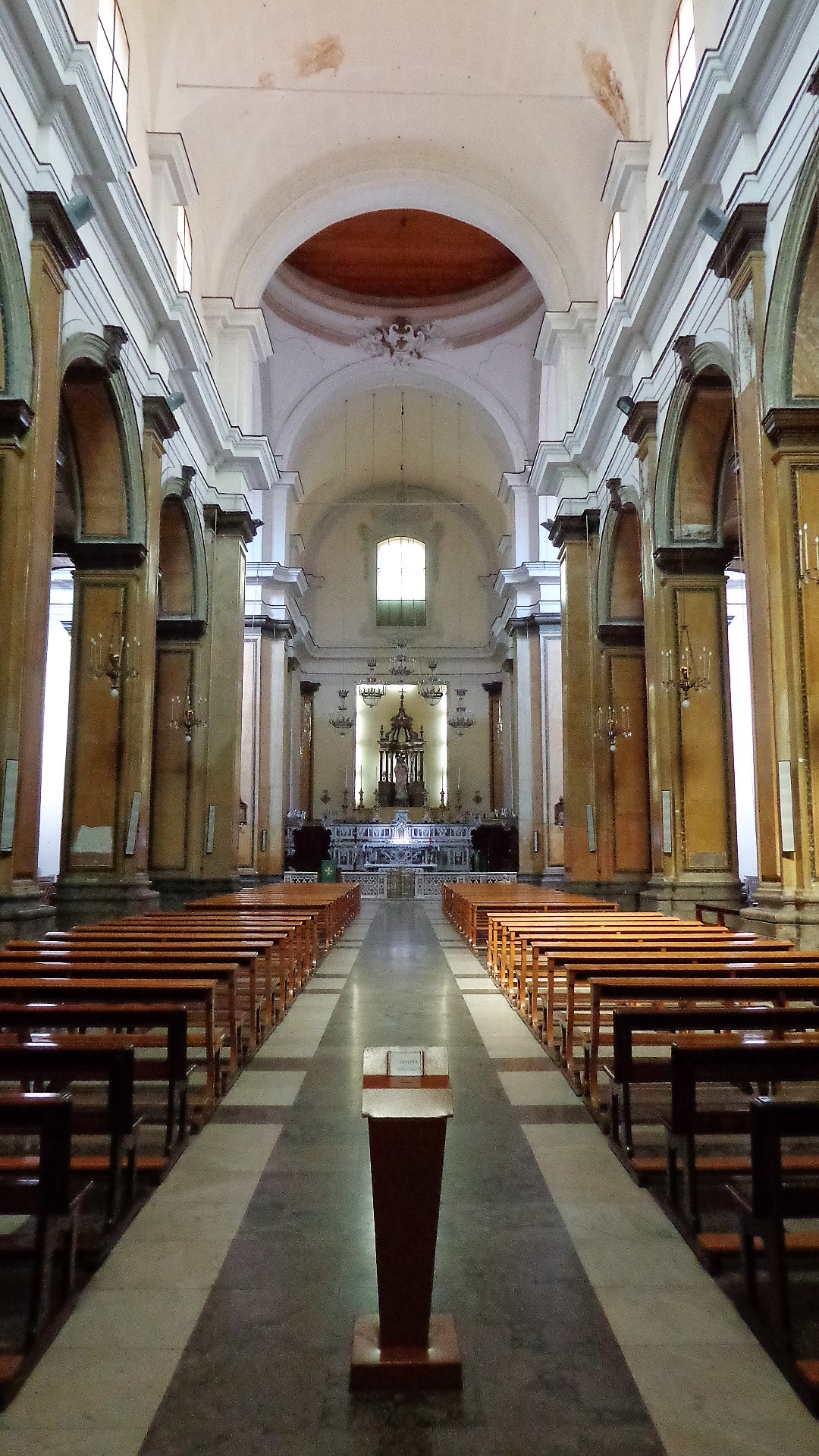
Navata.

La chiesa di San Nicola da Tolentino o chiesa di San Niccolò da Tolentino è un edificio di culto situato nel centro storico di Palermo. L'aggregato monumentale comprendente la chiesa e il convento agostiniano sorge lungo la via Maqueda tra la via dei Calderai e via Giardinaccio nel mandamento Tribunali o Kalsa.

## Storia
L'iscrizione su una colonna della navata a destra recita:
"Il Tabernacolo di Dio con gli uomini. Il restaurato edificio una volta fu mare, poi triste palude, quindi orto e tempietto; finalmente, con passar degli anni, da sinagoga divenne piccola cappella di Santa Maria del Popolo ... ".

### Epoca normanno - aragonese
- 1094: è documentato un luogo di culto in epoca normanna presso il fiume Kemonia, verosimilmente una moschea in seguito convertita al culto ebraico. Durante la dominazione araba la zona è denominata harat al yahud ovvero quartiere dei giudei, la zona era «rigogliosa di grandi orti [...] piena di traffico [...] adorna di torri [...] di sinagoghe».
- 1492: il sovrano Ferdinando II d'Aragona decreta l'espulsione degli Ebrei dalla Sicilia.[2] Il Viceré di Sicilia Ferdinando de Acuña cura la vendita dei terreni ove sorgeva la Sinagoga.[2]
- 1507: è fondato il monastero di Santa Maria del Popolo sotto la regola di Santa Chiara col beneplacito dell'arcivescovo di Palermo Giovanni Paternò.[3]

### Epoca spagnola
- 1535: con breve apostolico di Gregorio XIV il monastero passa all'Ordine dei frati minori conventuali per tornare alla gestione dell'Ordinario nell'immediato.[4]
- ?: l'arcivescovo Cesare Marullo dispone il trasferimento delle monache al monastero di Monte Oliveto o «Badia Nuova».[5]
- 1582: presso la chiesa è costituito il Collegio dei Notari, istituzione che assume l'incarico della costruzione della chiesa di San Nicola da Tolentino.[5]
- 1596: il Collegio dei Notari richiede l'uso del monastero e altri edifici di pertinenza facendo subentrare i Padri[6] eremitani di Sant'Agostino. Per converso, i membri dell'ordine presenti nella struttura sono trasferiti presso il convento di Santa Maria la Sanità adiacente alla chiesa di San Giovanni dei Lebbrosi.[7] È documentata una piccola cappella sotto il titolo di «Santa Maria del Popolo».
- 1609: il cardinale Giannettino Doria promuove la riedificazione del luogo di culto, la costruzione diretta da Antonio Muttone, si prolungò per il verificarsi di frequenti eventi sismici.[7]

### Epoca borbonica
- 1824: la chiesa è consacrata dall'arcivescovo Pietro Gravina.
- 1874: vi è trasferito il titolo parrocchiale della chiesa di San Giovanni dei Tartari e molte opere d'arte.

## Esterno
Facciata ripartita in due ordini, intelaiata da robuste paraste. Realizzata nella seconda metà del XVII secolo è stata ritoccata intorno al 1922.
Sul portale principale, una piccola nicchia intermedia ospita la statuetta raffigurante San Nicolò di Tolentino, collocata nel 1687.

## Interno
Impianto basilicale ripartito in tre navate per mezzo di poderosi pilastri, vasto transetto, cappellone rettangolare e profonde cappelle laterali.

### Navata destra
- Prima campata: Fonte battesimale. La conca del fonte battesimale è risalente al 1494 affiancata da due tabernacoli marmorei o edicole per l'olio dei catecumeni. Manufatti provenienti dalla demolita chiesa parrocchiale di San Giovanni dei Tartari.
- Seconda campata: Cappella di San Giovanni Battista. Nella nicchia la statua raffigurante San Giovanni Battista proveniente dalla demolita chiesa parrocchiale di San Giovanni dei Tartari.
- Terza campata: Cappella di Santa Rita.
- Quarta campata: Cappella della Madonna della Cintura. Gruppo comprendente la Vergine con bambino e Santa Monica.
- Quinta campata: Cappella del Santissimo Crocifisso.

### Navata sinistra
- Prima campata: Cappella.
- Seconda campata: Cappella di San Giuseppe. Nella nicchia è collocata la statua raffigurante San Giuseppe, a destra il maestoso monumento funebre del marchese Michele Busacca Galliori, realizzato nel 1729 dall'architetto Ferdinando Lombardo.
- Terza campata: Cappella.
- Quarta campata: Cappella dell'Immacolata Concezione. Nell'edicola il quadro raffigurante l'Immacolata Concezione, opera attribuita a Pietro Novelli.
- Quinta campata: Cappella di Maria Santissima Addolorata de la Soledad. L'ambiente patrocinato dalla Congregazione di Maria Santissima Addolorata de la Soledad ospita nella nicchia il simulacro della Vergine Addolorata, un gruppo scultoreo raffigurante la Coronazione di Spine, un Crocifisso, l'urna del Cristo Morto.

### Presbiterio e transetto
- Braccio destro transetto: Cappella di Sant'Agostino. Nell'edicola dell'altare in cornu Epistulae è custodito il dipinto raffigurante l'Apparizione della Beata Vergine e Gesù Cristo a Sant'Agostino, opera di Pietro Novelli del 1636.[1][8][9]
- Braccio sinistro transetto: Cappella di San Nicola di Tolentino. Nell'edicola dell'altare in cornu Evangelii è custodito il dipinto raffigurante San Nicola di Tolentino in adorazione di Gesù Cristo, opera di Pietro Novelli del 1636.[1][8][9]
- Altare maggiore:

## Opere documentate

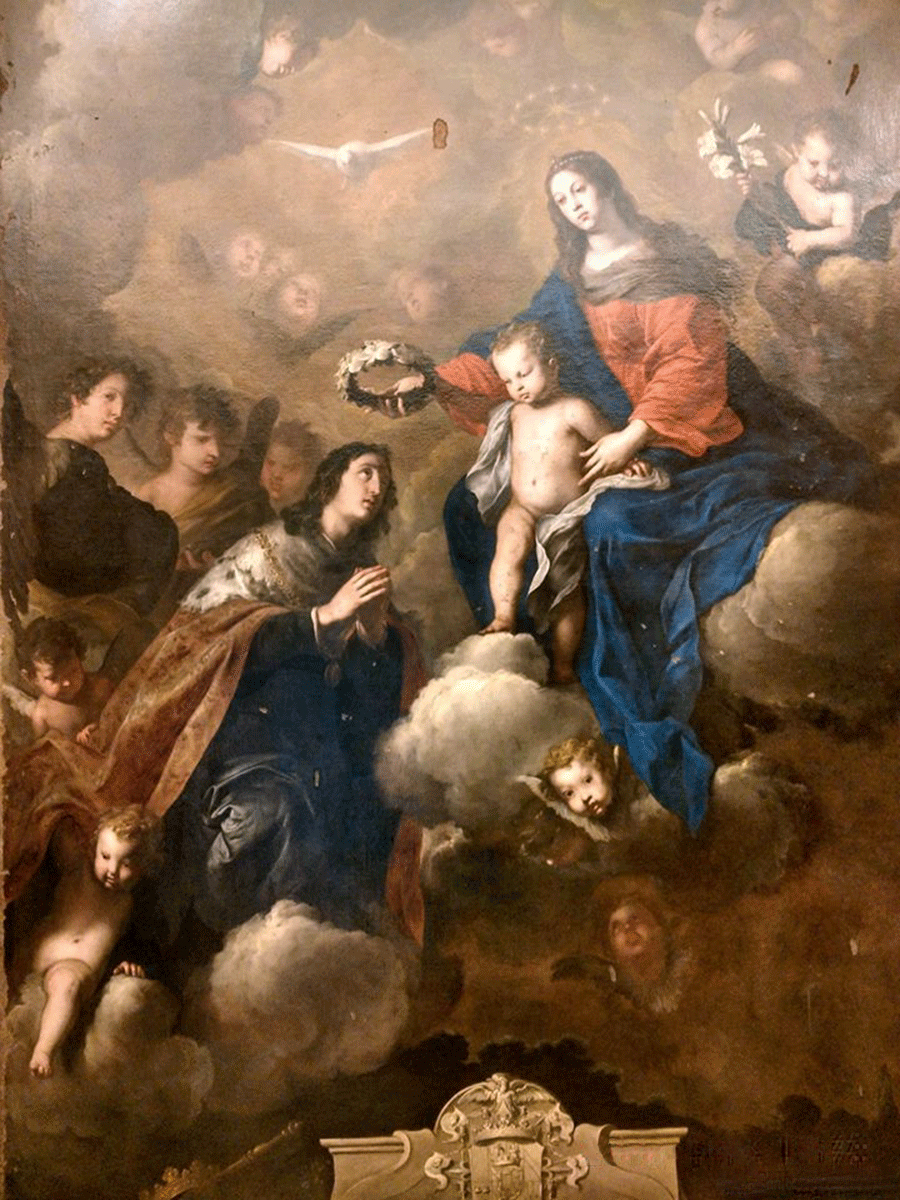
San Casimiro, dipinto di Pietro Novelli.

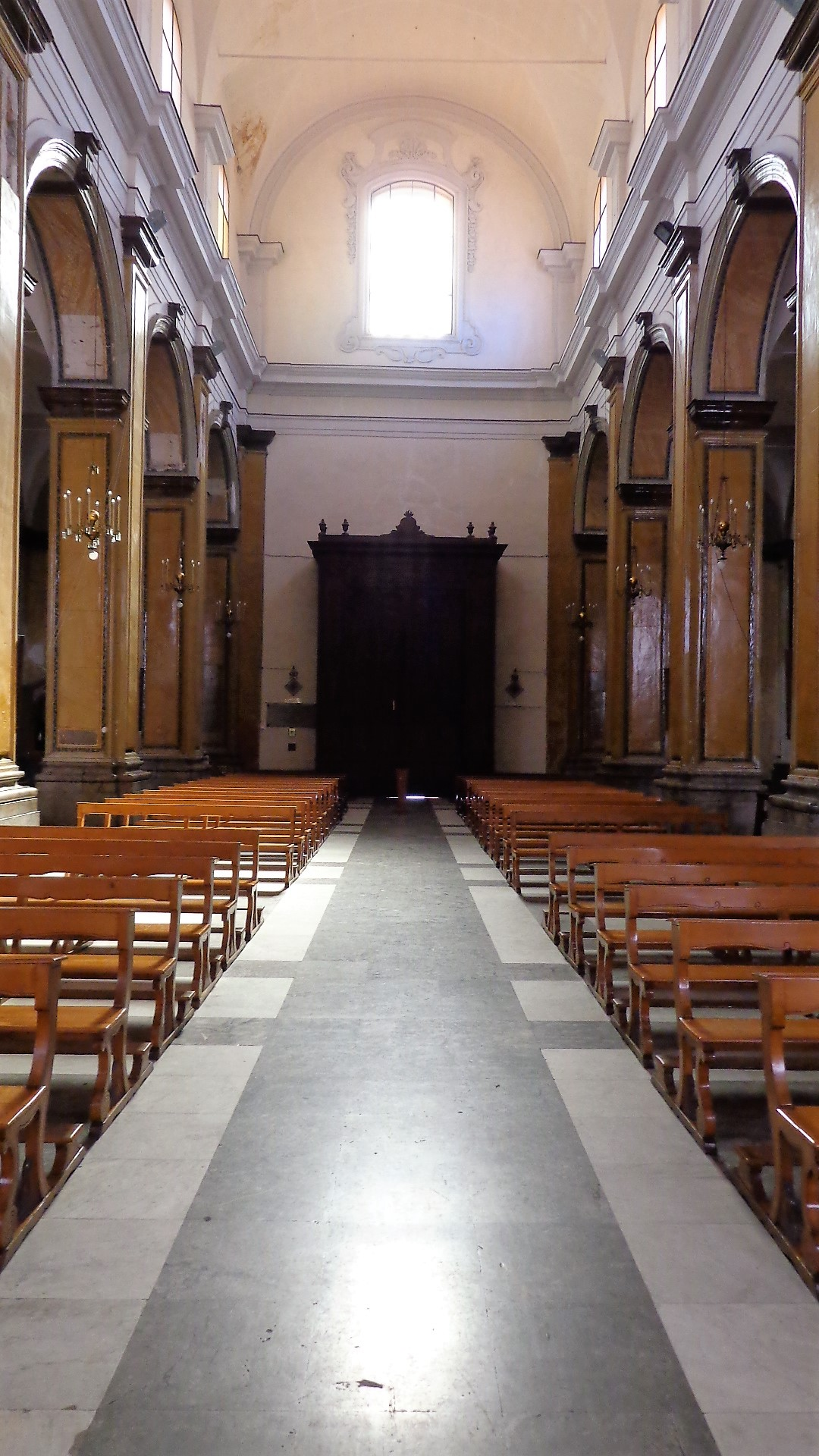
Controfacciata.

- 1636, San Casimiro incoronato dalla Vergine Maria, dipinto di Pietro Novelli,[9] opera documentata nella quarta cappella dell'ala sinistra e custodita nella Galleria regionale di Palazzo Abatellis di Palermo.

## Convento di San Nicolò da Tolentino
Convento dei Padri agostiniani fondato ed eretto nel 1608 dalla Congregazione degli Agostiniani scalzi del Regno di Napoli per transitare nel 1611 nell'Ordine degli agostiniani scalzi.
Nel 1626, è documentata la fondazione della Congregazione della Croce e Martorio di Cristo detta del "Sabato" sotto il titolo della «Conversione dei peccatori». Gli ambienti sono ubicati lungo il fianco sinistro a settentrione.
Nel censimento del 1650, circa le strutture dell'Ordine, contava 54 alloggi, il chiostro, lo studentato, una biblioteca e la foresteria. Le rendite provenivano da terreni, censi ed elemosine in natura e in denaro.
In seguito all'emanazione delle leggi eversive del 1866 che prevedevano la soppressione delle congregazioni religiose e la confisca dei loro beni, i locali del convento furono destinati a sede provvisoria di molte istituzioni quali: camera e archivio notarile, commissione consorziale per i tributi diretti, società d'acclimazione e agricoltura in Sicilia, accademia omeopatica, società operaia di mutuo soccorso e oggi sede dell'archivio storico comunale.
Nel XX secolo il chiostro fu ristrutturato su progetto di Giuseppe Damiani Almeyda. Il cortile è ubicato lungo il fianco destro a meridione, lo sviluppo maggiore è sull'asse E - W con un unico porticato superstite a levante.
Il patrimonio librario confluì nelle strutture della Biblioteca comunale di Casa Professa.

### Congregazione della Croce e Martorio di Cristo
- 1626, Congregazione della Croce e Martorio di Cristo detta del Sabato sotto il titolo della «Conversione dei peccatori». La congrega si riuniva di sabato nella chiesa di Santa Maria della Grazia dei Notai annessa al convento. Nel XIX secolo si trasferisce presso l'Oratorio del Sabato a Casa Professa.

## Oratorio di San Nicolò da Tolentino
Sede della Compagnia di San Nicola da Tolentino attestata e proveniente dalla chiesa di Sant'Agata dei Carèri.

## Oratorio dei Notai
Presso questa istituzione i confrati della Compagnia di San Girolamo si riunirono per pregare l'anima degli agonizzanti e sotto la guida di Don Vincenzo Di Maria il 29 ottobre 1614 nove cittadini palermitani costituirono il pio sodalizio sotto la protezione della Vergine degli Agonizzanti, trasferita nel 1630 nella sede definitiva della chiesa di Santa Maria degli Agonizzanti.

## Sinagoga
- Moschita degli Ebrei o moschita dei Mori o Cortiglio della Moschita Alzanima

## Confraternita di Maria Santissima Addolorata de la Soledad
- 1590, Ispirata alla medesima congrega istituita a Siviglia. La confraternita, nata per omaggiare la Madonna Addolorata, incrementarne il culto, solennizzare le festività liturgiche, è istituita presso l'antica chiesa di San Demetrio di piazza Vittoria. Dopo i bombardamenti del secondo conflitto mondiale della chiesa rimane solamente la Reale cappella della Soledad, ancora oggi sotto il patrocinio spagnolo. Nel corso del Settecento si sposta in varie chiese per approdare definitivamente in questa sede.

La Confraternita partecipa attivamente ai Riti della Settimana Santa di Palermo.

## Chiesa di San Giovanni dei Tartari
Chiesa di Daisinni o Divisi.
- 1330, La chiesa è documentata con prospetto rivolto ad occidente.[12]
- 1626, Restauri determinano il ribaltamento dell'asse.[12]
- 1660, Restauri.
- 1874, Demolizione, preventivo trasferimento delle opere e del titolo parrocchiale alla chiesa degli agostiniani scalzi di San Nicolò da Tolentino.
- All'interno del tempio erano documentate quattro cappelle.
  - Cappella di San Giovanni Battista. Altare con statua di San Giovanni Battista.[13]

### Ospedale di San Giovanni dei Tartari
Nel 1431 l'ospedale è accorpato all'Ospedale Grande e Nuovo.

## Feste religiose
- 22 maggio, "Festa di Santa Rita da Cascia" e rito delle rose.